# 黑龙江之波
《黑龙江之波》（又称《黑龙江的波涛》，直译名《阿穆尔河的波涛》），原为东西伯利亚第11步枪团军乐队指挥马克斯·阿韦列维奇·克尤斯于20世纪初在符拉迪沃斯托克创作的一首圆舞曲，1944年经由军队作曲家弗・鲁勉采夫改编为合唱曲而得以在苏联内推广传唱，后经弗拉吉米尔・索柯洛夫再次改编后，与《蓝色多瑙河》、《多瑙河之波》齐名，成为世界著名圆舞曲合唱经典之一。

## 创作
《黑龙江之波》原是一首军乐曲，诞生于20世纪初。曲作者马克斯・阿韦列维奇・克尤斯1874年（一说1877年）出于乌克兰敖德萨的一个犹太人家庭里，毕业于敖德萨音乐学校，后在第11东西伯利亚团担任军乐队长，参加过俄日战争，在符拉迪沃斯托克创作了《黑龙江之波》。他后来虽然换了好多地方也换了好几个部队，但始终担任军乐队队长。1927年，他从克里姆林宫仪仗队的乐队长的任上辞职，回到家乡敖德萨，在俱乐部和学校里担任指挥。1942年，死于德国人对敖德萨犹太人居住处的大屠杀。克尤斯写过300首左右的音乐作品，唯有这一首《黑龙江之波》在国际上广为流传。
该歌最初出版的是钢琴改编谱。
1944年，在一个偶然的机会里，这首几乎已被湮没的《黑龙江之波》的一份手抄乐谱落到了远东战线歌舞团团长弗・鲁勉采夫的手里。这位音乐家被这首圆舞曲的旋律所吸引，将它改编成合唱曲，并请团里的独唱演员谢拉菲姆・波波夫填了词。歌舞团演出后，歌曲开始在苏联远东地区流传开来。
1950年代，波罗的海红旗歌舞团也要演出这首合唱曲，并请该团的独唱演员康斯坦丁・瓦西里耶夫另填新词。瓦西里耶夫保留了波波夫的部分原词。
过了两年，苏联合唱指挥大师、苏联人民艺术家弗拉吉米尔・索柯洛夫（1908-1993）写了第3个合唱版本，带领莫斯科青年与大学生合唱团参加了在布加勒斯特举行的第4届世界青年联欢节，赢得了二等奖，从此，这首歌曲扬名世界。

## 中译
这首歌曲有薛范和俞荻、曹永声译配的两个版本。中国大陆传唱的是索柯洛夫的合唱版本。